# Hussein Bourgi
Pour les articles homonymes, voir Bourgi.
Hussein Bourgi, né le 5 octobre 1973 à Dakar au Sénégal, est un homme politique français.

## Biographie
Né au Sénégal, Hussein Bourgi est d'origine libanaise. Il s'installe à Montpellier en 1992 pour étudier le droit.
En 1993, il est président de l'Unef-ID à Montpellier.
A partir de 1999, il est Président du collectif contre l'homophobie de Montpellier dont il est cofondateur. Depuis mai 2005, il est vice-président du Réseau d'assistance aux victimes d'agressions et discriminations dont il est cofondateur. Depuis 2006, il est président national du Mémorial de la déportation homosexuelle.
En 2012, il devient secrétaire fédéral du Parti socialiste de l'Hérault.
Conseiller régional d'Occitanie depuis 2016, il est élu sénateur de l'Hérault le 27 septembre 2020.
Il est vice-président du Réseau d'aide aux victimes d'agression et de discrimination. En novembre 2023, il est porteur au Sénat d'une proposition de loi visant à reconnaître les politiques de criminalisation de l’homosexualité en France entre 1942 et 1982.
Le magazine Têtu le présente comme « un militant ouvertement gay » et le Midi libre comme « très attaché à la défense des homosexuels ».
À sa fondation en 2025, il devient vice-président de l'Association des amis du Félibrige au Sénat.